# RFC Halley-Concordia
Der Reinickendorfer FC Halley-Concordia ist ein ehemaliger deutscher Fußballverein aus Berlin, der von 1910 bis 1948 existierte. Heimstätte des Clubs waren die Sportanlagen Pankower Allee/Wilkestraße sowie Am alten Reinickendorfer Rathaus, Stegeweg und Friemelweg. Der Club ist ein Vorgänger der Fußballabteilung der Reinickendorfer Füchse.

## Verein
Der Reinickendorfer FC Halley-Concordia wurde im Jahr 1910 unter der Bezeichnung Reinickendorfer FC 1910 Halley gegründet. Ab 1925 traten Concordia 1895 Reinickendorf sowie der Reinickendorfer Hockeyclub dem Club bei, worauf der Verein in der Folgezeit als RFC Halley-Concordia auftrat.
1937 fusionierte der Club mit dem TSV Dorner Reinickendorf zum TuRa 1891 Reinickendorf, diese Bezeichnung hielt der Club bis 1945 bei.
Auf sportlicher Ebene agierte der Club in den Spielzeiten 1929/30 und 1930/31 innerhalb des Verbandes Brandenburgischer Ballspielvereine für zwei Spielzeiten in der Oberliga Berlin. Im Berliner Pokal erreichte Halley-Concordia 1929 das Viertelfinale, in dem sie dem BV Luckenwalde mit 2:3 unterlagen. Im Anschluss spielte der Club keine Rolle im höherklassigen Berliner Fußball mehr, etwaige Teilnahmen an der 1933 gegründeten Gauliga Berlin-Brandenburg fanden nicht statt.
1945 wurde der Club aufgelöst und als SG Felseneck sowie SG Reinickendorf-Ost neu gegründet. Im Juli 1948 erfolgte eine kurzzeitige Umbenennung in Halley-Borussia Reinickendorf, bereits im Dezember 1948 schloss sich der Club erneut den Reinickendorfer Füchsen an.

## Statistik
- Teilnahme Oberliga Berlin (VBB): 1929/30, 1930/31
- Berliner Pokal: 1929 (VF)